# Chroniques de Riddick (bande originale)
Pour le film, voir Les Chroniques de Riddick.
Musiques issue des films de la saga Les Chroniques de Riddick.
- Audio CD
- Le 8 juin 2004
- Varese Records
- Bande son du film Les Chroniques de Riddick

## Titres
| No  | Titre                         | Durée |
| --- | ----------------------------- | ----- |
| 1.  | Chronicles of Riddick         |       |
| 2.  | Hunt for Riddick              |       |
| 3.  | Vaako Conspiracy              |       |
| 4.  | One Speed                     |       |
| 5.  | Sweet Spot                    |       |
| 6.  | Animal Side                   |       |
| 7.  | Arrival at Helion             |       |
| 8.  | Save My Family                |       |
| 9.  | Kyra's Theme                  |       |
| 10. | Helion Attack, Pt. 2          |       |
| 11. | Imam's Death                  |       |
| 12. | Necromongers                  |       |
| 13. | Show You the Way              |       |
| 14. | Hellhounds                    |       |
| 15. | Pop the Cock                  |       |
| 16. | Slam                          |       |
| 17. | Furyan Energy                 |       |
| 18. | Purifiers End                 |       |
| 19. | Aereon Fortells               |       |
| 20. | Final Betrayals               |       |
| 21. | Keep What You Kill            |       |
| 22. | End Credit -- Final Chronicle |       |